# PannErgy Nyrt.
A PannErgy Nyrt. a Budapesti Értéktőzsdén jegyzett Társaság, a BUX kosár tagja, Prémium kategóriába tartozó részvény kibocsátó. Feladata, hogy Európa legnagyobb aktív geotermális energiáját a lakossági és az ipari felhasználók számára hosszú távra elérhetővé, felhasználhatóvá tegye.
Fő tevékenysége a környezetkímélő beruházásaival megvalósuló geotermikus energiahasznosítás.
Működő projektjei Magyarországon: Miskolci Geotermikus Projekt, Szentlőrinci Geotermikus Projekt, Berekfürdő Projekt
Folyamatban lévő projektjei Magyarországon: Győri Geotermikus Projekt,
A Társaság tevékenysége révén a lakossági hő hasznosítás mellett ipari célú, innovatív – új munkahely teremtő – beruházásokat is létesít, illetve másodlagos geotermikus hőhasznosítással megvalósítja a kétlépcsős hőértékesítést, ellátva egy 7000 m2-es fóliasátor fűtését visszatérő másodlagos hővel.

## Története
2007.
Az 1922-ben alapított világszínvonalú műanyaggyártásáról ismert Pannonplast jogutódjaként 2007 szeptemberében új stratégiát hirdetett a Társaság, egy kiaknázatlan lehetőségnek számító stratégiai célt tűzött ki maga elé azzal, hogy a Kárpát-medencei régióban vezető szerephez jusson a geotermikus energia hasznosítása terén, a jövő nemzedékének értéket teremtve.
2008.
Januárban a Társaság PannErgy Nyrt. néven folytatta működését.
Az év folyamán kijelölésre kerültek az első fúrási és erőmű helyszínek.
A geotermikus projektek megvalósításához, a kitermelt energiának a helyi távfűtési rendszerekben történőhasznosításához jogilag, gazdaságilag stabil üzleti és finanszírozási modellt dolgozott ki a PannErgy. A kölcsönös előnyök alapján a partner önkormányzatokkal közös helyi projekttársaságokat hoz létre, amelyben a PannErgy Csoport 90%-os, míg az önkormányzat 10%-os tulajdonrésszel rendelkezik.
2009.
Eredményes a szentlőrinci SZTL-PE-1-es kút tesztelése. Megindultak a Miskolc környéki kutatófúrások.
2010.
Vissza nem térítendő állami támogatást ítéltek a Szentlőrinci Geotermia Zrt.-nek, a helyi hő- és hűtési energiaigények biztosítására.
A Miskolci Geotermia Zrt. hosszú távú hőenergia szállítási szerződést kötött a Miskolci Hőszolgáltató Kft.-vel.
A Szentlőrinci Geotermia Zrt. hosszú távú hőenergiaszállítási szerződést kötött a város 100%-os tulajdonában álló Szentlőrinci Közüzemi Közhasznú Nonprofit Kft.-vel.
A Társaság bejelentette, hogy a várakozásokat jelentősen felülmúló energiaforrásra lelt Miskolcon.
PannErgy Geotermikus Erőművek Zrt. bejelentette, hogy megvásárolta a Berekfürdő Energia Termelő és Szolgáltató Kft.-t és a tulajdonában álló, hévízben oldott metánt hasznosító erőművet.
2011.
Megindult a geotermikus távhő szolgáltatás Szentlőrincen.
Miskolci Geotermia Zrt. 316 millió forint vissza nem térítendő támogatást nyert a több lépcsős KEOPpályázat keretében, a miskolci fejlesztések első fázisához, a sikeres Mályi fúráshoz kapcsolódóan.
PannErgy Geotermikus Erőművek Zrt. 100%-os tulajdonrészt szerzett a geotermikus kútjai fúrásával megbízott egyik stratégiai partnerében, a DoverDrill Mélyfúró Kft.-ben.
Sikeresen befejeződtek a Miskolci Geotermikus Projekt visszasajtoló kútjainak fúrási munkái Kistokaj településen.
Elindult a Mályi (MAL-PE-02) termelőkút fúrása.
2012.
A fúrás kezdetétől számított alig egy hónappal sikerrel zárult a Mályi (MAL-PE-02) termelőkút fúrása.
A korábbi fúrási munkálatoknál lényegesen gyorsabb ütemben lezajlott a kistokaji (KIS-PE-01B) visszasajtoló kút fúrása.
A kútfúrási munkálatok lezárásával egy időben sikeresen haladt a Miskolci Geotermikus Projekt hővezeték és hozzá kapcsolódó műszaki létesítmények kiépítése.
A Miskolci Geotermia Zrt. a „Gazdasági és társadalmi megújulás Miskolcon” című kétlépcsős pályázatának második fázisában további 1 milliárd forint vissza nem térítendő támogatást nyert a Kistokaj térségében megvalósuló geotermikus projekt megvalósítására.
Kialakításra került a Miskolci Geotermikus Projekt hálózat és a meglévő MIHŐ Fűtőmű és Avasi hőközpont közötti távvezeték rendszer csatlakozási pontja.
A PannErgy Nyrt. leányvállalata a Kuala Kft. „Geotermikus alapú hő-, illetve villamosenergia-termelő projektek előkészítési és projektfejlesztési tevékenységeinek támogatása” c. pályázati konstrukcióba benyújtott pályázatával vissza nem térítendő támogatást nyert.
A Gazdaságfejlesztési Operatív Program keretében vissza nem térítendő támogatást nyert a DoverDrill Kft. a fúrási technológiájának korszerűsítésére.
Engedélyezte a Magyar Energia Hivatal a Miskolci Geotermikus Zrt. távhőtermelői létesítményeinek létesítését.
A Miskolci Geotermia Zrt. „Geotermikus energia optimalizált hasznosítását célzó DCS elvű folyamatirányító központ kialakítása” című pályázata, a Gazdaságfejlesztési Operatív Program keretében 162 499 883 forint vissza nem térítendő támogatást nyert.
2013.
Februártól Tóth Péter a PannErgy Nyrt. vezérigazgatója, ezzel egy időben Gyimóthy Dénes az Igazgatótanács alelnökeként Bokorovics Balázs elnökkel együtt a PannErgy Csoport stratégiai irányításában kapott szerepet.
PannErgy Geotermikus Erőművek Zrt. a Gazdaságfejlesztési Operatív Program „Innovációs és technológiai parkok, valamint fejlesztési központok” támogatása tárgyban 2 843 029 570 forint vissza nem térítendő támogatást nyert.
Beruházási hitelszerződésről állapodott meg a Miskolci Geotermia Zrt. és a Magyarországi Volksbank Zrt., amely révén a pénzintézet a PannErgy stratégiai finanszírozó partnere lett.
Ünnepélyes keretek között Németh Lászlóné nemzeti fejlesztési miniszter és Dr. Kriza Ákos Miskolc Megyei Jogú Város polgármestere adta át a PannErgy 7,5 milliárd forint összköltségű Miskolci Geotermikus Projektjének első szakaszát, amely az Avas lakótelep geotermikus hővel történő ellátását biztosítja.
Az Új Széchenyi Terv Környezet és Energia Operatív Program keretében meghirdetett „Helyi hő és/vagy hűtési igény kielégítése megújuló energiaforrásokkal” pályázati konstrukcióban a - PannErgy Nyrt. tulajdonában álló - Kuala Kft., „Geotermia, szaktudás a gazdaság szolgálatában” pályázati projektje vissza nem térítendő támogatást nyert, a Miskolci Geotermikus Projekt második ütemének megvalósítására.
Az évente megrendezésre kerülő GeoPower Global Kongresszuson a „2013. legjobb fűtési projektje” címet a PannErgy Csoport kapta a legnagyobb magyarországi geotermikus fűtési beruházás, a Miskolci Geotermikus Projekt megvalósításáért.
Európai uniós forrás bevonásával elindult a Győri Geotermikus Projekt.
A PannErgy tagvállalata 17+15 éves időtartamra tiszta, geotermikus hőenergia-szállításról állapodott meg az AUDI HUNGARIA MOTOR Kft.-vel.
2014.
Megkezdődött a Miskolci Geotermikus Projekt második fázisának kivitelezése. A beruházás célja a Miskolc Megyei Jogú Város Belvárosi - illetve Egyetemvárosi hőkörzetének geotermikus hővel történő ellátása az Avasi hőkörzet ellátása mellett.
Megkezdődött a Győri Geotermikus Projekt első kútfúrása (PER-PE-01) Pér község közelében.
Szeptemberben átadásra került a Miskolci Geotermikus Projekt második fázisa.
A PannErgy Nyrt. leányvállalata hosszútávú hőszállítási szerződést kötött a GYŐR-SZOL Zrt.-vel.
A PannErgy Nyrt. leányvállalata 5+5 éves hőszállítási szerződést kötött a TakataSafety Systems Hungary Kft.-vel. A szerződés értelmében a Kuala Kft., mint hőtermelő, geotermikus forrásból látja el teljes körűen hőenergiával a TakataSafety Systems Hungary Kft. miskolci gyáregységét.
A Borsod-Abaúj-Zemplén Megyei Kereskedelmi és Iparkamara (BOKIK) ünnepi küldöttgyűlésén a „BOKIK Kiemelkedő Gazdálkodó Szervezete” díjat vehette át a Miskolci Geotermia Zrt.
Decemberben megkezdődött a Győri Geotermikus Projekt második kútjának (BON-PE-01) fúrása Bőny község térségében.
2015.
A PannErgy Nyrt. bekerült a CEERIUS közép- és kelet-európai fenntarthatósági tőzsdeindexbe.
Márciusban a PannErgy Nyrt. leányvállalatainak üzemeltetésében álló Miskolci Geotermikus Projekt elérte a geotermikus energiatermelésből az 1 millió GJ hőértékesítést Miskolcon. Az értékesített 1 millió GJ hőmennyiség lehetővé tette, hogy a CO2 kibocsátás közel 61.500 tonnával csökkenjen, és több mint 34,6 millió m3 földgáz felhasználásának kiváltása valósulhasson meg.
November 24-én ünnepélyes keretek között Németh Zoltán Győr-Moson-Sopron Megyei Közgyűlés elnöke jelenlétében került átadásra a PannErgy Nyrt. 10,2 milliárd forint összköltségű Győri Geotermikus Projektje a Bőnyi Hőközpont avatásával. A PannErgy Csoportnak a Győr-Szol Zrt. távhőszolgáltatóval kötött hosszú távú hőszállítási szerződése révén, a győri távhőszolgáltatásban 24 266 lakás és 1 046 egyéb díjfizető fűtési rendszerébe jut el a geotermikus energia, továbbá az AUDI gyáregység fűtési energiájának legalább 60%-át fedezni fogja a Bőnyi Hőközpont által szolgáltatott energia.
2016.
A PannErgy Nyrt. közgyűlése áprilisban saját részvény visszavásárlási program indítását fogadta el, melynek keretében a PannErgy Nyrt. kereskedési naponként 3.000 darab PannErgy törzsrészvény vásárlását célozza meg a Budapesti Értéktőzsdén. A programra meghatározott maximális vásárlási összérték 300 millió forint, a program időszaka pedig 2017. április 30. napjáig terjed.
A Társaság júniusban döntött a gödöllői projekt végleges leállításáról.
A Győri Geotermikus Projektet megvalósító DD Energy Termelő és Szolgáltató Kft. és az Arrabona Geotermia Kft., refinanszírozási hitelszerződést írt alá a CIB Bank Zrt-vel. A megnyíló keret lehetőséget biztosít arra, hogy a 2016-os évben megkezdődő győri fejlesztések már többségében CIB banki finanszírozásból valósuljanak meg.
A Társaság a 2015-ös fűtési szezon működési tapasztalatainak kiértékelését követően elvégezte azokat a műszaki beavatkozásokat, üzemvitellel kapcsolatos módosításokat és fejlesztéseket, amelyek egyrészt emelték a geotermikus kutak kapacitását, másrészt lehetővé teszik a meglévő hőkapacitások magasabb hatásfokkal történő kihasználását. Miskolcon és Győrben a teljes irányítástechnikai rendszeren módosításokat hajtott végre a Társaság annak érdekében, hogy a fogyasztói igényeket jobb hatásfokkal tudja lekövetni, fokozva ezzel a hőenergia beadható mennyiségét, változatlanul magas szolgáltatási színvonal mellett. A fejlesztések eredményeképp a Miskolci, Győri és Szentlőrinci Geotermikus Rendszerek 2016. novemberben összesen 200 ezer GJ (korábbiakban elért legmagasabb havi hőértékesítés 172 ezer GJ) zöldhőt szolgáltattak szerződött partnereiknek.
2017.
A Magyar Állam nevében a nemzeti fejlesztési miniszter, mint a bányászati ügyekért felelős miniszter a Győr területére vonatkozó koncessziós pályázat nyertesének nyilvánította a PannErgy Nyrt. leányvállalatát, a PannErgy Geotermikus Erőművek Zrt.-t (PEGE Zrt.). A fentiekkel összhangban, a PEGE Zrt. Győr terület vonatkozásában geotermikus energia kutatására és kinyerésére, továbbá hasznosítására 35 éves határozott időtartamra szóló (amely egy alkalommal 17 és fél évvel meghosszabbítható) koncessziós szerződést írt alá a Magyar Állammal. Ezt követően PannErgy Geotermikus Erőművek Zrt. (PEGE Zrt.) 100%-os tulajdonrésszel megalapítja a PannErgy Koncessziós Korlátolt Felelősségű Társaságot. A Társaság működésének keretén belül kerül sor a koncessziós szerződés által megszerzett jogok gyakorlására Győr terület vonatkozásában. A PannErgy Koncessziós Kft. a koncessziós szerződés által megszerzett jogok keretein belül megvizsgálja a térség koncessziós, 2.500 méter alatti mélységben rejlő geotermikus adottságait, és azt követően meghatározza a beruházási lehetőségeket.

## Tőzsdei jelenléte
A Budapesti Értéktőzsdén jegyzett PannErgy részvények súlya a BUX-kosárban 0,33%. A PannErgy részvények névértéke 20 forint. A Budapesti Értéktőzsdére bevezetett mennyiség részvények mennyisége 20 000 000 darab.

## Projektek
Miskolci Geotermikus Projekt
Miskolc Megyei Jogú Város Önkormányzatának tulajdonában lévő MIHŐ Kft. és a PannErgy Nyrt. közösen azzal a céllal alapította meg 2009 augusztusában a Miskolci Geotermia Zrt. projektcéget, hogy Magyarország egyik legnagyobb városának egy igen jelentős részét megújuló forrásból származó geotermikus hőenergiával lássa el.
Mályi térségében 2010-ben megindultak a fúrások és az első termelő kútból felszínre hozott 102 Celsius-fokos termálvíz kimagaslóan magas hőfokú termálvizet jelentett. A beruházás első üteme során létrejött még egy termelő kút Mályiban, továbbá három visszasajtoló kút Kistokajban, megépült egy hőátadó állomás Kistokajban, és átépült Miskolcon az Avasi Hidraulika Állomás, valamint kiépült a két hőátadó állomást összekötő távhővezeték-pár, amelynek hossza elérte a 10 km-t. A beruházás első üteme 2013. májusban befejeződött és megkezdődött az Avas hőkörzet ellátása geotermikus energiával.
A projekt második üteme, a rendszer bővítése 2014. szeptember 9-én lezárult, megépült a Tatár utcai Hőközpont, valamint a Tatár utcai Hőközpont és az Avasi Hőközpont közötti szakaszon előszigetelt vezeték megépítésére került sor Miskolcon.
A Miskolci Geotermikus Projekt révén a 2014-2015 fűtési szezontól Miskolc Város mindkét nagy hőellátási körzetében (Avas, Belváros és Egyetemváros hőkörzetek) felhasználható a geotermikus energia, amellyel növekedett a távfűtési rendszerben felhasznált megújuló energia mennyisége, és aránya. 2015-ben a „zöld energia” Miskolc város távhőellátásában átlépi 50%-os részarányt is.
A miskolci geotermális hőenergia hasznosítás rendszere az alábbi jól elkülöníthető, helyileg is elválasztható részegységekből épül fel:
- Mályi kitermelő kutak szivattyúval, szűrővel, gáztalanítóval
- Termálvíz vezeték a Mályi kitermelő kutak és a Kistokaji Hőközpont között
- Kistokaji Hőközpont
- Visszasajtoló vezetékrendszer
- Kistokaji visszasajtoló kutak
- Szekunder oldali vezeték I. ütem- Avasi Hőközpont
- Szekunder oldali vezeték II. ütem- Tatár utcai Hőközpont

Miskolci Geotermikus Projekt számokban:
- Üzemeltetés kezdete 2013 második negyedéve
- 60 MW hőkapacitás
- Maximum 150 l/s hozam kutanként.
- 2 darab termelő kút
- Beruházás teljes költsége 28 millió EUR
- 95-105 Celsius-fok kifolyási hőmérséklet
- Termelő kutak mélysége 1500-2300 méter
- 3 darab visszasajtoló kút
- Geotermikus hőigény: 800-1100 terajoule
- A projekt megvalósításához realizált vissza nem térítendő támogatás: 1,7 milliárd HUF

Győri Geotermikus Projekt
A PannErgy Csoport Miskolchoz hasonlóan Győrben is meg kívánja valósítani azt a geotermikus rendszert, amellyel a Társaság hozzájárul a Nemzeti Energiastratégiában megfogalmazott célok eléréséhez.
Magyarországon a távhőszolgáltatásban értékesített hőnek mintegy 90%-át földgáz felhasználásával állítják elő. A hazai földgáz-felhasználás négyötödét importból fedezik, ezért a megújuló energiák részarányát a földgáz kiváltása érdekében növelni szükséges. Az Európai Unióban az alternatívnak is nevezett megújuló energiák felhasználásának arányát 2020-ig – folyamatosan növekvő energiaigények mellett is – 20%-ra kell emelni, amelyben Magyarország 13 százalékot vállalt.
A győri geotermikus rendszer lesz az első Magyarországon, amely a helyi távhőszolgáltató mellett ipari nagyvállalatot kíván ellátni elsődleges geotermikus energiával.
Győri Geotermikus Projekt számokban:
- Üzemeltetés tervezett időpontja 2015 vége
- Hőátvevő partner Győr-Szol Zrt. (15 év), AUDI HUNGARIA MOTOR Kft. (17+15 év)
- 50 MW várható kapacitás
- 2 darab termelő kút (a folyamatosan bővülő fogyasztói igények és a geológia adottságok függvényében)
- Termelő kutak várható mélysége megközelítőleg 2 300 méter
- 2 darab visszasajtoló kút (a folyamatosan bővülő fogyasztói igények és a geológia adottságok függvényében)
- A vezetékhálózat tervezett nyomvonal hossza mintegy 11-12 kilométer

Szentlőrinci Geotermikus Projekt
2008 novemberében a PannErgy Geotermikus Erőművek Zrt. közösen Szentlőrinc Város Önkormányzatával megalapította a Szentlőrinci Geotermia Zrt. projektcéget. A társaság 2010-ben 15+5 éves, hosszú távú távhő hőenergia szállítási szerződést kötött az önkormányzattal.
Szentlőrinci Geotermikus Projekt számokban:
- Üzemeltetés kezdete 2011.
- 4,6 MW hasznos hőteljesítmény
- 1 darab termelő és 1 darab visszasajtoló kút
- 900 lakás fűtése a környezetet egyáltalán nem szennyező zöldenergiával
- A felhasznált elsődleges energia mennyisége 20-21 000 GJ/év

Berekfürdő Projekt
A Berekfürdő Energia Kft. a PannErgy Csoport tagjaként a geotermikus forrásból kinyert metánból állít elő villamos energiát, valamint hőt értékesít a helyi fogyasztóknak.
Berekfürdő Projekt számokban:
- Üzemeltetés kezdete 2010.
- 0,32 MW villamos energia kapacitás
- 0,45 MW hőenergia kapacitás
- A térség éves metán kibocsátásának csökkenése 470 tonna/év

Gödöllői Geotermikus Projekt
A PannErgy Geotermikus Erőművek Zrt. és a Gödöllői Önkormányzat azért hozták létre a Gödöllői Geotermia Zrt., hogy a 30 000 lakossal rendelkező város közel 27 00 MWh nagyságú hőpiacát minél nagyobb mértékben geotermikus energiával lássák el.
A városban található távfűtés energiaforrása teljes egészében kiváltható geotermikus energiával. Megfelelő vízhozam és hőfok esetén villamos energia termelése is felmerülhet.
A Gödöllői Geotermia Zrt. a GOD-PE-01 jelű első kút fúrási munkálatainak befejezését követően dolgozik a megvalósítási koncepció véglegesítésén és keresi az aktuális pályázati lehetőségeket a projekt finanszírozása érdekében. A Társaság 2016 júniusában döntött a projekt végleges leállításáról.